# Leiobunum nigripalpe
Leiobunum nigripalpe is een hooiwagen uit de familie Sclerosomatidae.